# 150 Carinae
150 Carinae (m Carinae) é uma estrela na direção da Carina. Possui uma ascensão reta de 09h 39m 21.04s e uma declinação de −61° 19′ 41.2″. Sua magnitude aparente é igual a 4.51. Considerando sua distância de 224 anos-luz em relação à Terra, sua magnitude absoluta é igual a 0.33. Pertence à classe espectral B9V.